# 마피아 (비디오 게임)
《마피아》(Mafia)는 일루전 소프트웍스가 개발하고 게더링 오브 디벨로퍼스(Gathering of Developers)가 출시한 오픈 월드 액션 어드벤처 비디오 게임이다. 이 게임은 2002년 8월에 마이크로소프트 윈도우용으로 출시되었으며, 나중에 2004년에 북아메리카와 유럽에서 플레이스테이션 2와 엑스박스 게임기에 포팅되었다. 이 게임은 1930년대 가공의 메이드맨 토미 엔젤로(Tommy Angelo)의 융성과 쇠퇴를 추적한다.

## 후편
후편 《마피아 II》가 2007년 8월 22일에 출시되었다.

## 평가
| 평론 점수 평론사 점수 PC PS2 엑스박스 에지 6/10 [ 2 ] 5/10 [ 3 ] N/A EGM N/A 6.17/10 [ 4 ] 6.17/10 [ 4 ] 유로게이머 4/10 [ 5 ] 6/10 [ 6 ] 5/10 [ 7 ] 게임 인포머 9.25/10 [ 8 ] 7.75/10 [ 9 ] 8/10 [ 10 ] 게임 레볼루션 A− [ 11 ] C+ [ 12 ] N/A 게임프로 N/A [ 13 ] N/A 게임스팟 9.3/10 [ 14 ] 7/10 [ 15 ] 7.1/10 [ 16 ] 게임스파이 [ 17 ] N/A [ 18 ] 게임존 9.3/10 [ 19 ] 6.9/10 [ 20 ] 7/10 [ 21 ] IGN 9.2/10 [ 22 ] 6.8/10 [ 23 ] 6.8/10 [ 24 ] OPM (US) N/A [ 25 ] N/A OXM (US) N/A N/A 7.3/10 [ 26 ] PC 게이머 (US) 91% [ 27 ] N/A N/A Maxim N/A 4/10 [ 28 ] 4/10 [ 28 ] The Times N/A [ 29 ] N/A 통합 점수 메타크리틱 88/100 [ 30 ] 65/100 [ 31 ] 66/100 [ 32 ] |         |         |          |
| 평론 점수 |         |         |          |
| 평론사 | 점수    | 점수    | 점수     |
| 평론사 | PC      | PS2     | 엑스박스 |
| 에지 | 6/10    | 5/10    | N/A      |
| EGM | N/A     | 6.17/10 | 6.17/10  |
| 유로게이머 | 4/10    | 6/10    | 5/10     |
| 게임 인포머 | 9.25/10 | 7.75/10 | 8/10     |
| 게임 레볼루션 | A−      | C+      | N/A      |
| 게임프로 | N/A     | [ 13 ]  | N/A      |
| 게임스팟 | 9.3/10  | 7/10    | 7.1/10   |
| 게임스파이 | [ 17 ]  | N/A     | [ 18 ]   |
| 게임존 | 9.3/10  | 6.9/10  | 7/10     |
| IGN | 9.2/10  | 6.8/10  | 6.8/10   |
| OPM (US) | N/A     | [ 25 ]  | N/A      |
| OXM (US) | N/A     | N/A     | 7.3/10   |
| PC 게이머 (US) | 91%     | N/A     | N/A      |
| Maxim | N/A     | 4/10    | 4/10     |
| The Times | N/A     | [ 29 ]  | N/A      |
| 통합 점수 |         |         |          |
| 메타크리틱 | 88/100  | 65/100  | 66/100   |